# 五田家のひとびと
『五田家のひとびと』（ごだけのひとびと）は、札幌テレビ放送 (STV) が2013年10月5日 - 2014年9月26日に不定期に放送していたミニ番組。初回は2013年10月5日16:35から放送した。
2013年末と2014年始に放送された映画枠「五田家のロードショー」についても示す。

## 概要
STVアナウンサーが演じる五田家の家族が各々の好きな番組などを語り合う設定のもと、シットコム調のミニドラマで番組を紹介・宣伝する。STVの地上デジタル放送チャンネル番号「5」にかけている。
2012年11月には2013年ワールドグランドチャンピオンズカップとのコラボレーション企画や「五田家のドラマクイズ」も行った。

## 出演者
五田ようこ<55>
演 - 木村洋二（STVアナウンサー）
平凡な主婦。好きな番組は『天才!志村どうぶつ園』、ドラマ全般（特に土曜日のドラマ）、『1×8いこうよ!』、『ひまの湯』。
五田ゆり
演 - 小山悠里（STVアナウンサー）
大学生。好きな番組は『マハトマパンチ』、スポーツ番組（バレーボール・女子ジャンプ）、『嵐にしやがれ』、『ザ!鉄腕!DASH!!』、『世界の果てまでイッテQ!』。
五田しょうた
演 - 工藤聖太（STVアナウンサー）
アニメ好きの高校生。好きな番組は『名探偵コナン』などアニメ全般、『たびばん』、スポーツ番組（サッカー）、『世界一受けたい授業』。